# Гудлаугур Тор Тордарсон
Гудлаугур Тор Тордарсон (19 грудня 1967, Рейк'явік) — ісландський політик і член альтинга, міністр охорони здоров'я з 2007 по 2009 рік, міністр закордонних справ з 2017 року.

## Життєпис
Народився 19 грудня 1967 року в місті Рейк'явік. У 1996 році закінчив факультет політології в Університеті Ісландії. Працював у страховій та банківській сферах. Він став учасником політичної діяльності в рамках Партії Незалежності. З 1991 року він був членом керівного органу групи, у 1993—1997 роках очолив її молодіжну організацію. З 1998 року обраний міським радником столиці Ісландії.
У 2003 році він був обраний в Альтинг уперше. На парламентських виборах 2007, 2009, 2013, 2016 та 2017 успішно переобирався. У 2007—2009 рр. він був міністром охорони здоров'я та соціального захисту уряду Гейра Гарде.
У січні 2017 року він зайняв посаду міністра закордонних справ в офісі Б'ярні Бенедиктссон. Він також виконував цю функцію в офісі Катрин Якобсдоттір, створеному в листопаді 2017 року.